# منوبی حداد
منوبی حداد (عربی: منوبي الحداد؛ زادهٔ ۲۳ اوت ۱۹۹۶) بازیکن فوتبال اهل فرانسه است.
از باشگاه‌هایی که در آن بازی کرده‌است می‌توان به باشگاه فوتبال آفریقایی اشاره کرد.